# D-アラビニトール-4-デヒドロゲナーゼ
D-アラビニトール-4-デヒドロゲナーゼ（D-arabinitol 4-dehydrogenase）は次の化学反応を触媒する酸化還元酵素である。
D-アラビニトール + NAD+ {\displaystyle \rightleftharpoons } D-キシルロース + NADH + H+
この反応式の通り、この酵素の基質はD-アラビニトールとNAD+で、生成物はD-キシルロースとNADHとH+である。
組織名はD-arabinitol:NAD+ 4-oxidoreductaseである。